# Teorema de Gouy-Stodola
El Teorema de Gouy-Stodola (denominada también como ley de pérdida de energía) es un teorema empleado en termodinámica para describir la cantidad de energía no disponible que tiene lugar en un sistema termodinámico. Se denomina en honor del físico francés Louis Georges Gouy, y del ingeniero húngaro Aurel Stodola pionero en la termodinámica técnica que formularon la ley termodinámica a comienzos del siglo XX.

## Formulación
La ley establece que la destrucción de exergía es proporcional al producto de la temperatura de referencia ({\displaystyle T_{o}}) por la generación de entropía dentro del sistema ({\displaystyle {\dot {S}}}). La expresión formal de la energía no disponible se suele expresarse como: {\displaystyle {\dot {I}}}. El valor de esta destrucción de energía se expresa mediante la ecuación:
Esta ecuación muestra que un proceso termodinámicamente eficiente debe tener una mínima generación de entropía. {\displaystyle {\dot {I}}} es una propiedad intensiva que permite en caso de existir varios sistemas con generación de entropía ({\displaystyle {\dot {S}}_{i}}), pueda calcularse la exergía perdida total {\displaystyle {\dot {I}}_{T}} mediante suma de las partes: